# Ilario Carposio

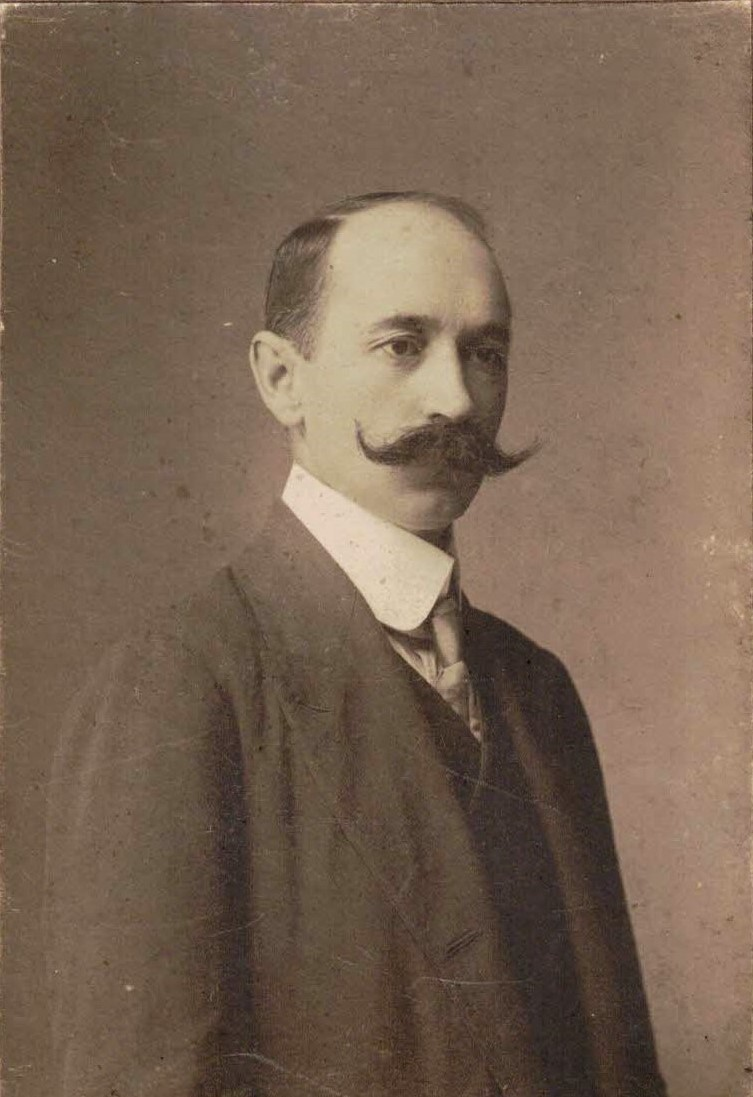
Ilario Carposio in September, 1912

Ilario Carposio (Trento, 1852 – Fiume, 1921), foi um artista fotográfico italiano, chefe do "Studio Carposio" na cidade de Fiume (hoje Rijeka, Croácia).
O "Studio Carposio" foi aberto no ano 1878 e voltou cedo o estudo fotográfico mais importante da cidade. Ilario Carposio recebeu vários premios, destacando o recebido na Exposição Industrial de Austria-Hungria, que teve lugar em Trieste no ano 1882.
Quando Ilario faleceu, em dezembro de 1921, o "Studio Carposio" foi chefiado pelo seu filho Renato Carposio (1886-1930) e, ao morrer de Renato muito novo, pela sua viúva Maruzza, até ser fechado no ano 1947.
Ilario Carposio teve sete filhos, entre eles Enrico (1887-1980) que foi professor de matemática e física em Fiume e, depois da II Guerra Mundial, em Bolonha.
Em abril-maio de 2004, duas exposições realizadas em Rijeka e Zagreb renovaram o interesse do público no trabalho de Ilario Carposio, a primeira em Rijeka (Fiume), a segunda em Zagreb.